# Mary Barton
Mary Barton, le premier roman de la femme de lettres anglaise Elizabeth Gaskell sur la société anglaise industrielle du XIXe siècle, a été publié en 1848.
L'histoire se passe dans la ville de Manchester (Angleterre), entre 1839 et 1842, et traite des difficultés que rencontre alors la classe moyenne dans l'époque victorienne.
Le style d'Elizabeth Gaskell est célèbre pour l'usage de mots appartenant au dialecte local dans la bouche de personnages de la middle-class ainsi que dans celle du narrateur.

## Thèmes évoqués
Dans la première moitié de l'ouvrage, l'histoire est principalement centrée sur la comparaison entre riches et pauvres. Tout au long des premiers chapitres, le roman décrit la vie des deux familles au centre de l'ouvrage, les Barton et les Wilson (en particulier dans le chapitre intitulé A Manchester Tea-Party, « prendre le thé à Manchester »), et les conditions de vie épouvantables de la maison des Davenport, qui contraste avec le luxe affiché par les Carson (dans le chapitre Poverty and Death, « pauvreté et mort »). Un symbole clé qui apparait dans ce chapitre est celui de l'utilisation de cinq shillings : c'est tout ce qu'obtient John Barton lorsqu'il met en gage la quasi-totalité de ses biens, mais c'est également le montant de la petite monnaie qui se trouve dans la poche de Henry Carson.
L'assassinat de Henry Carson est consédéré comme ayant été inspiré par celui de Thomas Ashton, un propriétaire d'usine, en 1831
À plusieurs reprises Elizabeth Gaskell s'efforce de masquer ses  convictions profondes en affirmant son ignorance de l'économie et de la politique, mais la force des expressions qu'elle met dans la bouche de ses personnages, et tout particulièrement les propos de John Barton dans le premier chapitre, est une indication claire de l'intérêt que l'auteur porte au gouffre qui sépare les différences classes sociales à son époque.
Cependant, à plusieurs reprises au cours du roman, les convictions d'Elizabeth Gaskell se font jour : elle plaide ouvertement pour une réduction de l'écart entre les classes par une communication et des échanges accrus, menant à une meilleure compréhension réciproque entre employeurs et ouvriers. Elle prône également une attitude plus humaine fondée sur les principes chrétiens, tout en donnant voix à ses craintes sur la façon dont les pauvres finiront peut-être par demander vengeance du sort qui leur est fait.